# 팝업 스토어

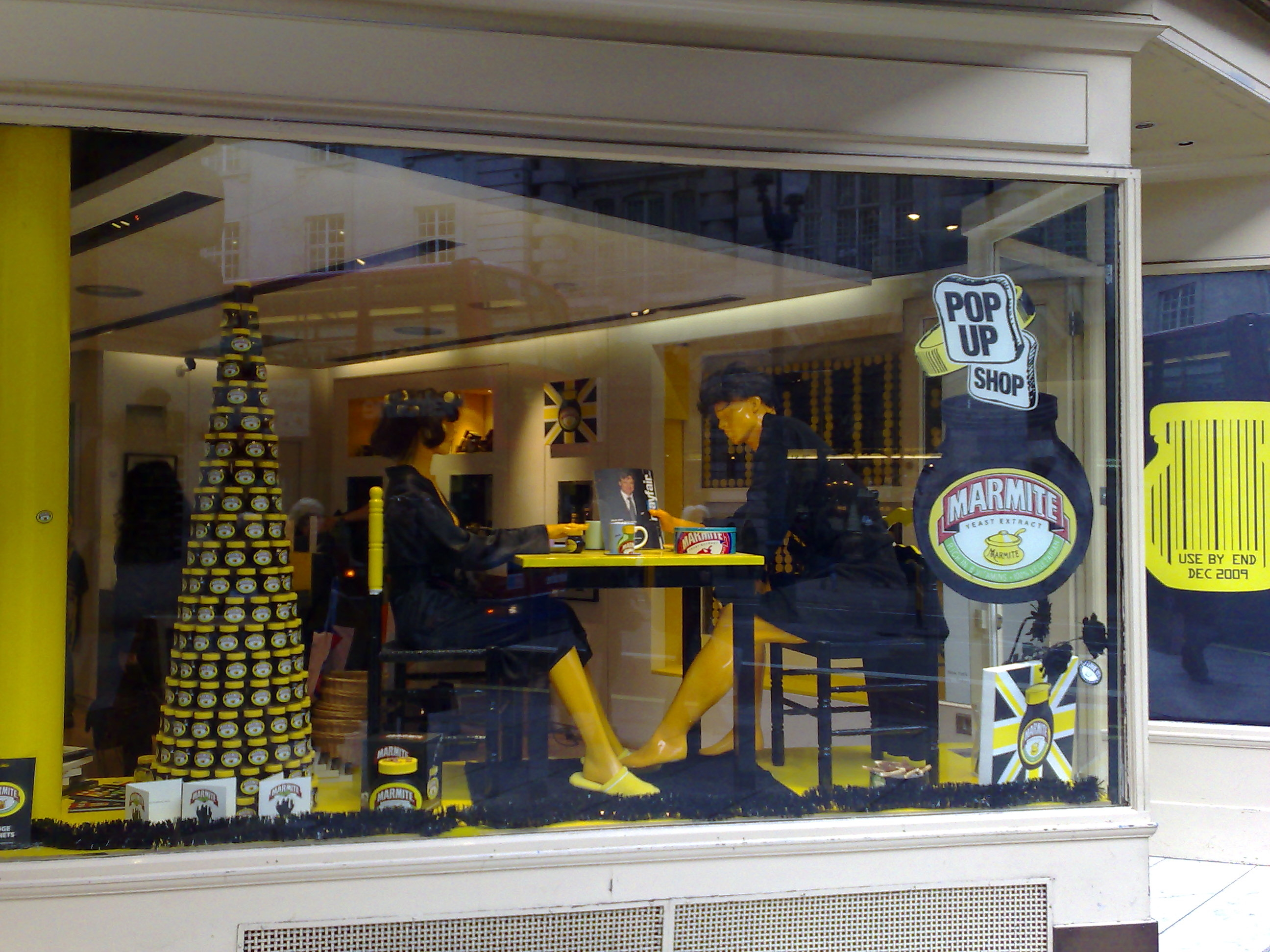
런던의 마마이트 팝업 스토어 (2009)

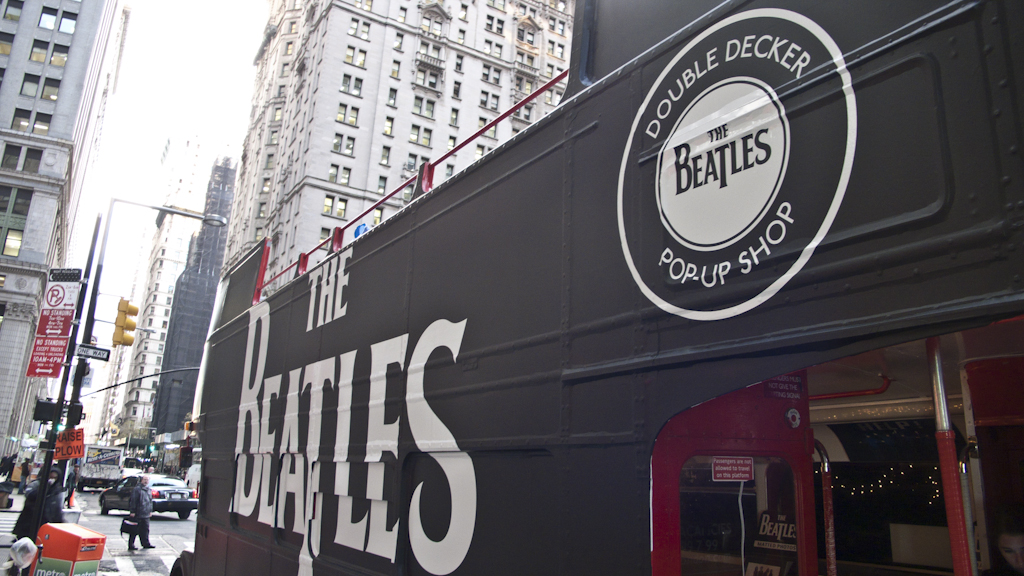
뉴욕시의 비틀즈 이층버스 팝업 스토어

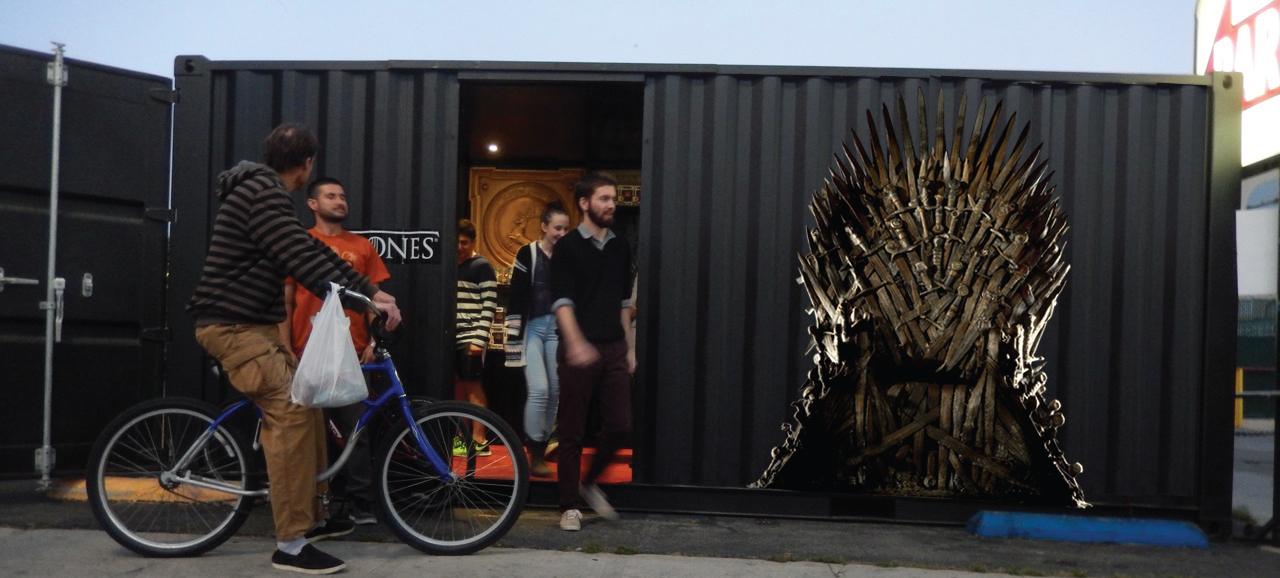
로스앤젤레스의 HBO 왕좌의 게임 컨테이너 팝업

팝업 스토어/샵(pop-up store/shop) 또는 팝업 리테일(pop-up retail) 혹은 플래시 리테일링(flash retailing)은 며칠에서 몇 주 동안 운영하다 문을 닫는 단기 판매 공간을 여는 트렌드를 의미하며, 종종 유행이나 특정 행사에 맞춰 운영된다.
현대의 팝업 리테일 트렌드는 1990년대 후반 로스앤젤레스에서 시작되어 국제적으로 사용되었으며, 특히 미국, 캐나다, 영국, 오스트레일리아에서 인기가 많았다. 팝업 리테일은 2010년대 소매업 종말 기간 동안 점점 더 중요한 요소가 되었는데, 여기에는 시즌 동안 빈 공간에서 매장을 운영하는 계절성 할로윈 소매업체도 포함된다. 2018년 팝업 산업은 500억 달러 규모로 추정되었다.

## 개념
팝업 소매 공간은 일시적인 장소이다. 하루에 “팝업” 되거나 몇 주 후에 어디에서나 사라지는 것을 포함한다. 이러한 상점은 작고 일시적이지만 회사에서 구매자의 제품이나 서비스에 대한 관심을 높이고 문화적인 영향력을 행사하는 데 사용된다. 팝업 소매를 통해 회사는 고객을 참여시키고 관련성 및 인터랙티브를 생성하는 고유한 환경을 만들 수 있다. 이러한 임시 시설을 '팝업스토어' 라고 한다. '팝업스토어'는 일시적인 상점 또는 팝업 소매에 주어진 용어로서 특정 목표를 달성하기 위해 제한된 시간 동안 "팝업" 하는 상점이다. 단기간 운영하는 특성을 바탕으로 브랜드의 대표성을 띄면서 소비자에게 대면 상호작용(Face-to-Face Interaction)이 가능한 쇼핑 경험을 제공해야 한다는 점에서 기존 정규매장에 비해 다양화된 매장 전개 채널이라고 할 수 있다. 더불어 팝업스토어는 기업의 마케팅 커뮤니케이션 활동과 소비자의 직·간접적인 경험이 가능한 체험 마케팅의 통합적 매개체의 역할을 한다.

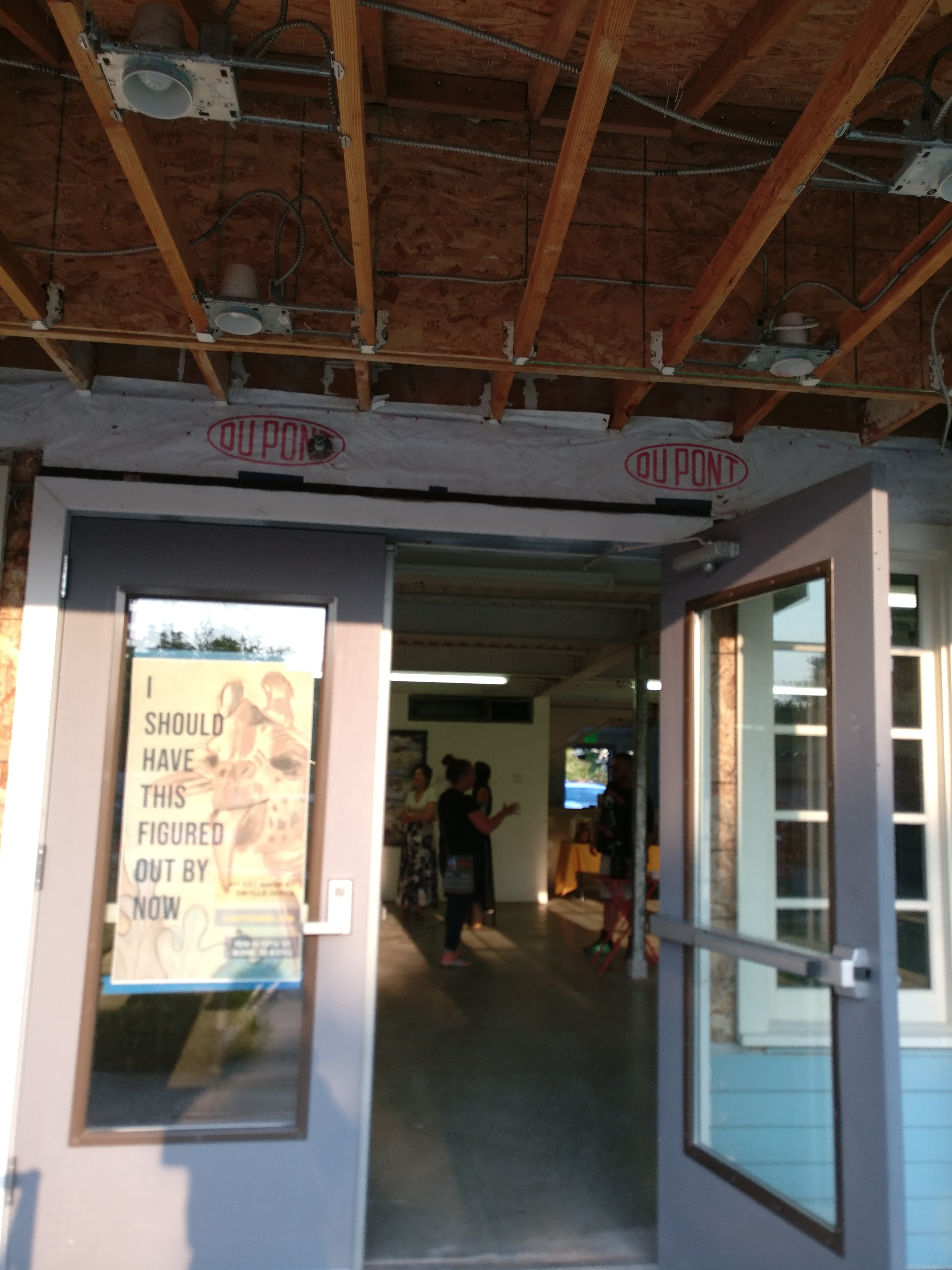
팝업 모델은 예술가들도 사용한다. 여기서는 보수 중인 건물이 보이시에서 하룻밤 동안의 미술 전시회 장소로 사용되었다.

팝업에는 마케팅, 제품, 장소 또는 시장 테스트, 그리고 저렴한 비용으로 사업을 시작하는 방법 등 다양한 이점이 있다. 리키스(Ricky's) 및 기타 할로윈 상점(예: 스피릿 할로윈)과 같은 일부 팝업 상점은 계절성이어서, 브랜드가 장기 임대에 얽매이지 않고도 방문객을 유치할 수 있도록 한다. 다른 브랜드는 팝업을 활용하여 고객 참여를 유도한다. 예를 들어 마크 제이콥스 트윗 샵은 "소셜 화폐"와 무료 제품을 교환했고, 킹 앤 맥고(King and McGaw)는 런던 소호의 무얼로 스튜디오(Mourlot Studios)에서 인쇄물을 전시하고 판매하기 위해 팝업을 사용했다.
이러한 개념은 오스트레일리아와 같은 다른 나라에도 확산되었다. 예를 들어, H&M 오스트레일리아는 2015년에, 유니클로는 2014년에 시장 테스트를 위해 팝업 스토어를 열었다.

## 역사
단기 소매점(Temporary Retail)은 1298년의 비엔나 12월 시장 이후 유럽 크리스마스 시장에서 시작되었다. 현대의 팝업 스토어 중 하나인 리추얼 엑스포(Ritual Expo)는 팝업 스토어라고 불리기 이전에, 로스앤젤레스 행사는 패트릭 쿠리엘체에 의해 1997년에 생겨났으며, 이후에 “최고의 힙스터 몰(ultimate brand hipstermall)”이라는 평을 받았다. 이 행사로 인해, 고객들에게 단기적인 경험을 통해서 제품을 홍보할 수 있다는 가능성을 확인받고 대형 브랜드들의 이목을 사로잡았다. 리추얼 엑스포는 현대 팝업 리테일 스토어의 초기 형태 중 하나였다. AT&T, 리바이스트라우스(Levi-Strauss), 모토로라(Motorola)는 쿠리엘체와 협력하여 젊은층을 대상으로 제품을 마케팅하기 위해 전국적으로 팝업 쇼핑 경험을 만들었다.
2002년 11월, 할인 소매업체 타깃 코퍼레이션은 첼시 피어스(Chelsea Piers)에 있는 220피트 길이의 보트를 인수하여 블랙 프라이데이와 맞춰 허드슨 강에서 2주 동안 운영했다. 팝업 전문 기업인 로스앤젤레스, 캘리포니아주 기반의 베이컨트(Vacant)는 2003년 2월 뉴욕에 진출하여 43 머서 스트리트(Mercer Street)에 닥터 마틴(Dr. Martens)과 협력하여 팝업 공간을 만들었다.
송 에어라인즈(Song Airlines)는 2003년 뉴욕시에 팝업 스토어를 열었다. 꼼데가르송은 2004년 '게릴라 샵'이라는 태그로 1년 동안 팝업 스토어를 열었다. 트렌드워칭닷컴(Trendwatching.com)은 2004년 1월에 "팝업 리테일"이라는 용어를 만들었다고 주장한다. 2013년 11월, 삼성은 뉴욕시 소호 지역에 브랜드 체험 공간으로 운영되는 팝업 스토어를 열었다. 이 임시 팝업 공간은 연장되어 결국 영구적인 소매 공간이 되었다. 2015년 7월, 포스 엘리먼트(Fourth Element)는 잉글랜드 서머싯(Somerset)의 TEKCamp.2015에서 6미터/19피트 깊이의 세계 최초 수중 팝업 샵을 열었다.
팝업 샵을 캠페인의 일부로 개발한 다른 브랜드로는 케이트 스페이드, 구찌, 루이비통, 콜레트가 있다.
팝업 리테일은 2009년경 다른 장르로 확장되기 시작했는데, 이때 팝업 레스토랑 - 다양한 장소에 임시로 나타나는 레스토랑 - 이 대중의 관심과 빈도가 증가하기 시작했다. 자동차 제조업체들이 신모델 발표 및 판매에 이 개념을 사용하는 것과 마찬가지로, 클래식 자동차 공급업체들도 클래식 카 팝업 스토어에서 차량을 제공한다.
이러한 추세는 영국에서도 널리 퍼져 있으며, 건물주들은 이 추세를 활용하여 빈 공간을 채우고 있다.
보스턴의 뉴버리 스트리트(Newbury Street)는 최근 팝업 리테일의 중심지가 되었으며, 마르텔러스 베넷(Martellus Bennett), 코튼 인코퍼레이티드(Cotton Incorporated), 칸예 웨스트 및 기타 지역 브랜드의 임시 매장을 유치하고 있다.

## 성장배경
다양한 장소에서 팝업 스토어들이 생겨나면서 대중들의 관심과 빈도가 높아지기 시작하고 다른 장르로 확장되기 시작했다.1999년에서 2010년까지는 팝업 스토어가 태동하는 단계이다. 팝업 스토어라는 콘셉트로 처음 마케팅을 시작한 곳은 미국 데님 브랜드 리바이스(Levi's)와 스위스 시계 브랜드 스와치(Swatch)로 볼 수 있다. 거칠고 폭발적인 성장을 통한 움직임에서 세분화된 발전 방향으로 팝업 스토어는 점차 전환되고 있다. 세분화된 시장에서 소비자들은 제품과 서비스를 구매하는 과정에서 남들보다 더 나은 가치를 얻거나 색다른 경험을 하고 싶어 한다. 이에 따라 2000년 들어 소비자의 사회적 행동에 대한 심리학적, 감성적 이론에 바탕을 두는 체험 마케팅이 등장하게 되었다.

## 나라별 팝업스토어

#### 중국
중국 팝업 스토어 시장은 2016년부터 빠르게 성장하면서 저마다 개성과 특색을 지닌 팝업 스토어가 등장했다. 중국 시장조사업체인 36Kr에 따르면 2020년 중국 내 개최된 팝업 스토어 횟수는 960만 회이며 해당 산업 교역 규모는 3200억 위안에 이른다. <중국 팝업 스토어 산업 백서(中国快闪店行业白皮书)>에 따르면 일반 오프라인 매장에 비해 팝업 스토어는 새로움을 무기로 고객의 시선을 더욱 사로잡으며, 고객이 매장으로 유입되는 비율, 물건을 구입하는 비율이 더 높은 것으로 밝혀졌다.

## 같이 보기
- 안테나샵(antenna shop, 파일럿샵)